# Souffelweyersheim
Souffelweyersheim je občina v departmaju Bas-Rhin francoske regije Alzacija.
Leta 1990 je v občini živelo 5 591 oseb oz. 1,240 oseb/km².